# Haupt Verlag
Die Haupt Verlag AG (ehemals Verlag Paul Haupt) ist ein Schweizer Verlag mit eigener Buchhandlung mit Sitz in Bern.

## Allgemeines
Pro Jahr erscheinen etwa 100 neue Titel, lieferbar sind ca. 800 Bücher. Das Unternehmen wird von einer fünfköpfigen Geschäftsleitung geführt und beschäftigt rund 30 Mitarbeiter. Der Verwaltungsrat umfasst drei Personen, der Präsident ist Manuel Ruchti.

## Geschichte

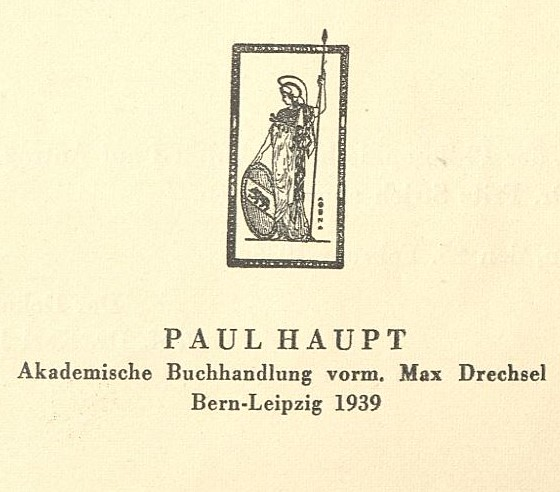
Logo 1939

Der Verlag geht zurück auf die 1906 von Max Drechsel gegründete Akademische Buchhandlung für Medizin und Naturwissenschaft, die 1908 um einen Verlag erweitert wurde. Nach dem Tod des Unternehmers 1918 wurden Buchhandlung und Verlag vom Mitarbeiter Paul Haupt übernommen. 1946 wurde die Druckerei Gustav Grunau in Bern angegliedert. 1963 wurde das Unternehmen in eine Familien-AG umgewandelt. 1967 wurde die Buchhandlung Bartlomé in Interlaken übernommen. Pauls Sohn Max Haupt baute den Verlag aus. Seit 2003 gehört der Verlag dem Enkel Matthias Haupt.
2017 wurde der Verlag zum Schweizer Verlag des Jahres gewählt.
Zum 1. Juli 2022 vollzieht sich ein Generationswechsel in der Leitung des Verlages. Patrizia Haupt übernimmt den Vorsitz der Geschäftsleitung der Haupt Verlag AG von ihrem Vater Matthias Haupt.

## Schwerpunkte
Der Verlag Paul Haupt hatte seine Schwerpunkte in den Bereichen Belletristik, wissenschaftliche Publikationen, Sachbücher und Helvetica. Er war der erste Verlag der Werke Albert Schweitzers. Heute präsentiert sich das Unternehmen als «moderner, innovativer ‹special interest›-Anbieter» und nennt die Schwerpunkte Gestaltung und Design sowie Naturbücher.